# نهر كاريوكا
نهر كاريوكا ( البرتغالية : Rio Carioca ) هو نهر في ولاية ريو دي جانيرو في جنوب شرق البرازيل . ويظهر من ينبعين على المنحدرات الجنوبية الشرقية من تيوكا ماسيف في غابة ماتا اتلنتيكا المحمية في حديقة تيوكا الوطنية . ثم يمتد النهر إلى تيجوكا فورست في غوارارابيس فافيلا ، ثم إلى حي كوزمي فيلهو ذي الدخل المرتفع ، ثم يتم دفنه تحت الأرض بالكامل. يعاود النهر ظهوره في منتزه فلامنجو لتفريغه في خليج جوانابارا على شاطئ فلامنجو .   
أكدت الأبحاث التي أجراها مؤسسة غابة الأطلسي SOS في عام 2015 أن كل نهر في مدينة ريو دي جانيرو ملوث، بما في ذلك نهر كاريوكا. النهر، الذي كان يوما ما المصدر الرئيسي للمياه العذبة في المدينة ، أصبح الآن أحد أكثر مياهه تلوثا. الصرف الصحي غير المعالج هو المصدر الرئيسي للتلوث في كاريوكا ؛ ال 7 كيلومتر (4.3 ميل) يمتد من النهر في ريسيفي و كوزمي فيلهو وهي مصادر كبيرة لمياه الصرف الصحي غير المنظمة. يحمل ماء كاريوكا الملوثات التي تسبب الإسهال والتهاب الكبد وداء البريميات. يوجد في النهر منشأة واحدة لمعالجة مياه الصرف بالقرب من مصب قبل تفريغها في خليج جوانابارا. تم تثبيته بواسطة ولاية ريو دي جانيرو في عام 2001. بدأ التقييم الكيميائي الحيوي للنهر في عام 1991 وانخفضت جودة المياه سنويًا.  